# Rodolfo Zich
Rodolfo Zich (Torino, 15 luglio 1939 – Torino, 8 maggio 2023) è stato un ingegnere e dirigente d'azienda italiano, rettore del Politecnico di Torino dal 1987 al 2001 e presidente dell'AICA dal 2010 al 2013.

## Biografia
Già assistente del prof. Mario Boella presso il Politecnico di Torino, fu ivi docente di campi elettromagnetici e circuiti fino al 2011, Consigliere di amministrazione dal 1981 al 1984 e rettore dal 1987 al 2001.
L'11 marzo 1987 divenne Socio dell'Accademia delle Scienze di Torino.
In ambito non accademico fu presidente del centro di ricerca CSELT nel periodo della trasformazione in TILab, dal 1999 al 2003, e amministratore di TIM SpA dal 2001 al 2005; nel 2002 istituì, assumendone la Presidenza, la Fondazione Torino Wireless per il rilancio dell'Innovazione ICT a Torino e in Piemonte.
Fu vice presidente del Consiglio di sorveglianza della banca Intesa Sanpaolo dal 2006 al 2010.
Dal 2010 al 2013 fu presidente dell'Associazione italiana per l'informatica ed il calcolo automatico (AICA), nonché presidente dell'Istituto Superiore Mario Boella di Torino e della citata Fondazione Torino Wireless e membro del Board dell'Istituto italiano di tecnologia.
Nel 2016 fu nominato membro onorario IEEE.